# نافنيت غوتام
نافنيت غوتام هو لاعب كابادي من الهند.
شارك في دورة الألعاب الآسيوية 2006 في الدوحة بقطر.